# Sergei Sergejewitsch Litwinow
Sergei Sergejewitsch Litwinow (russisch Сергей Сергеевич Литвинов; * 27. Januar 1986 in Rostow am Don, Russische SFSR, UdSSR) ist ein russischer Hammerwerfer. Er startete für Belarus von 2008 bis 2010 für Deutschland (als Sergej Litvinov), und seither für Russland.
Er ist der Sohn des Olympiasiegers und früheren Weltmeisters Sergei Nikolajewitsch Litwinow. Bei einer Größe von 1,85 m beträgt sein Wettkampfgewicht ungefähr 92 kg. Vor dem Hammerwurf wurde er mit 15 Jahren Deutscher U17-Meister im Judo. Weil es keine Trainingspartner mehr für ihn gab und er nicht gegen Erwachsene kämpfen sollte, gab er den Judosport auf. Seine Eltern trennten sich 2001 und Litwinow zog mit seinem Vater nach Minsk, wo dieser eine Trainerstelle angenommen hatte. Dort begann er mit dem Hammerwurf – trainiert von seinem Vater – in einer Trainingsgruppe mit Iwan Zichan und startete für Belarus. Der erste internationale Erfolg war ein neunter Platz bei den U20-Weltmeisterschaften 2004 in Grosseto, ebenfalls Rang neun wurde es bei den U20-Europameisterschaften 2005 in Kaunas. Obwohl Litwinow im Juni 2007 eine persönliche Bestweite von 74,80 m erzielte, erreichte er einen Monat später mit 64,03 m nur Platz elf bei den U23-Europameisterschaften 2007 in Debrecen. Im Mai 2008 steigerte er sich auf 75,35 m in Holtland.
Seit Juli 2008 war Litvinov für Deutschland startberechtigt. Er war zunächst Mitglied des VfB Komet Bremen und später der LG Eintracht Frankfurt. Seit Oktober 2008 war Litvinov Sportsoldat bei der Sportfördergruppe der Bundeswehr in Mainz. Er gewann in der Saison 2008 den Titel bei den Deutschen Juniorenmeisterschaften und wurde Vierter bei den Deutschen Meisterschaften. 2009 verfehlte er – nach 77,88 m vom Juni in Sofia – bei den Militärweltmeisterschaften die 78 Meter nur um zwei Zentimeter, hatte aber damit die Qualifikation für die Leichtathletik-Weltmeisterschaften 2009 in Berlin geschafft. Dort erreichte er als zweiter Deutscher neben Markus Esser den Endkampf und wurde mit 76,58 m Fünfter. Er gewann 2009 auch zum ersten Mal den Deutschen Meistertitel im Hammerwurf.
2010 steigerte Litvinov seine persönliche Bestleistung gleich zu Beginn der Saison bei den Werfertagen in Halle (Saale) auf 78,47 m, noch im Mai verbesserte er sich in Hengelo auf 78,98 m und schlug dabei Dilschod Nasarow und den Olympiazweiten Krisztián Pars. Am 15. Juni 2010 gab der DLV bekannt, dass Litvinov nicht mehr dem Nationalkader angehört und seine Athletenförderung eingestellt wurde. Litwinow, der verheiratet ist und dessen Frau in Minsk lebte, wollte aus familiären Gründen nach Russland wechseln und weigerte sich, bei der Team-Europameisterschaft für Deutschland an den Start zu gehen.
Bei den Weltmeisterschaften 2011 startete Litwinow für Russland, erreichte aber nicht das Finale. Die Qualifikation für die Olympischen Spiele 2012 verpasste er. 2023 gestand er ein, in diesem Jahr gedopt zu haben. Er wurde für zwei Jahre gesperrt, von den russischen Behörden wurde der Fall jedoch vertuscht.